# Heikki Turunen (Schriftsteller)

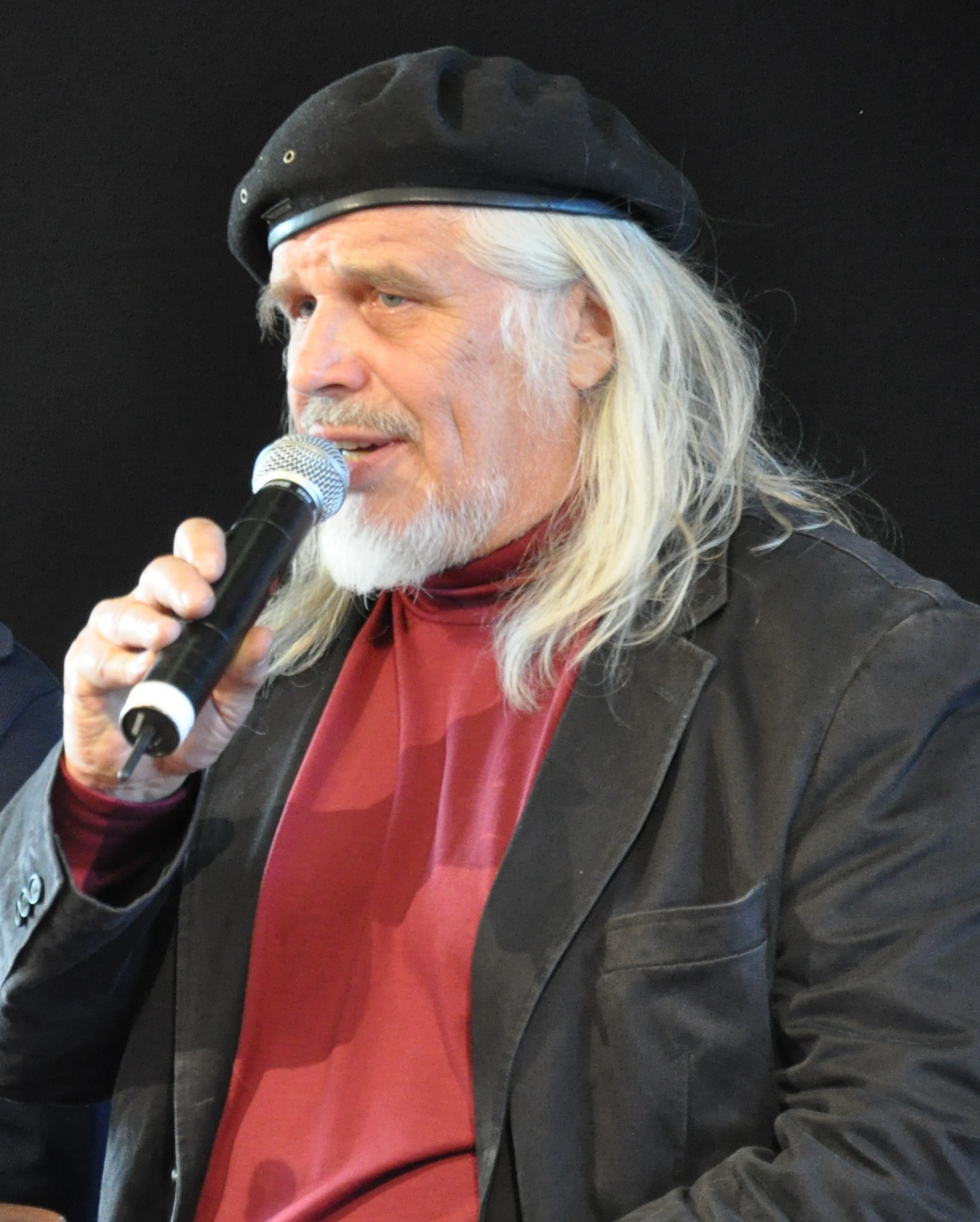
Heikki Turunen (Oktober 2009)

Heikki Anton Turunen (* 9. Dezember 1945 in Lieksa) ist ein finnischer Schriftsteller.

## Werdegang
Turunen arbeitete ab Mitte der 1960er Jahre als Journalist für die Zeitung Karjalan maa in Joensuu, später stieg er in die Redaktion des Blattes auf. Nachdem er zu Beginn der 1970er Jahre erste Bücher veröffentlicht hatte und mit unter anderem der Danke-für-das-Buch-Medaille oder dem renommierten J.-H.-Erkon-Preis der Zeitung Helsingin Sanomat ausgezeichnet worden war, gab er 1974 seinen Posten bei der Zeitung in Joensuu auf und widmete sich der Schriftstellerei. 2001 erhielt er den Orden des Löwen von Finnland.
Im Mittelpunkt des Werks Turunens steht insbesondere die Zeit nach Fortsetzungs- und Lapplandkrieg, als Finnland eine Sonderstellung im Spannungsfeld zwischen den Blöcken des Kalten Kriegs einnahm und sich langsam modernisierte. Etliche seiner Bücher wurden als TV- oder Kinoproduktionen verfilmt.

## Werke
- 1973: Simpauttaja, ISBN 951-0-05877-7
- 1974: Joensuun Elli, ISBN 951-0-06526-9
- 1976: Kivenpyörittäjän kylä, ISBN 951-0-07825-5
- 1978: Hupeli, ISBN 951-0-08849-8
- 1979: Soakkunoita susirajalta: Kirjallista pehkua vuosilta 1974–79, ISBN 951-0-09369-6
- 1981: Kolmen hevosen mies, ISBN 951-0-10826-X
- 1982: Punahongan hehku, ISBN 951-0-11429-4
- 1985: Mustarinnan lapset, ISBN 951-0-13294-2
- 1987: Maan veri, ISBN 951-0-14673-0
- 1988: Turusen pyssystä: Päästöjä vuosilta 1985–1988, ISBN 951-0-15297-8
- 1992: Karhunpäinen metsänvartija, ISBN 951-0-18447-0
- 1994: Maalainen, ISBN 951-0-19846-3
- 1995: Hojo, hojo!, ISBN 951-0-20698-9
- 1998: Seitsemän kurvin suora: Hämärätunnin tarinoita, ISBN 951-0-23011-1
- 2000: Kaikkitietävän tasavalta, ISBN 951-0-25061-9
- 2002: Jumalan piika, ISBN 951-0-27614-6
- 2003: Orpopojan valssi, ISBN 951-0-28241-3
- 2005: Yö kevään kuun, ISBN 951-0-31422-6
- 2007: Pohjoinen ulottuvuus, ISBN 978-951-0-33201-6
- 2009: Tulilintu: Nuoruutemme kronikka, ISBN 978-951-0-35611-1
- 2010: Hämärätunnin tarinoita, ISBN 978-951-0-36780-3
- 2012: Tie, totuus ja elämä, ISBN 978-951-0-38873-0
- 2014: Karjalan kuningas, ISBN 978-951-040-761-5
- 2016: Kuokka ja kannel, ISBN 978-951-0-42004-1
- 2017: Vinoristin kansa, ISBN 978-951-0-42780-4
- 2018: Nenkoset, ISBN 978-951-0-43419-2
- 2019: Hehkuva sydän: kuudenkymmenen vuoden runot, ISBN 978-951-0-44247-0
- 2021: Timotein tuoksu, ISBN 978-951-0-45619-4
- 2023: Simpauttajan hinta, ISBN 978-951-0-49114-0